# منتخب سويسرا تحت 19 سنة لكرة القدم
منتخب سويسرا تحت 19 سنة لكرة القدم هو ممثل سويسرا الرسمي في المنافسات الدولية في كرة القدم في فئة كرة قدم للرجال تحت 19 سنة
، يديريه اتحاد سويسرا لكرة القدم.